# Gruftkapelle (Inkofen)

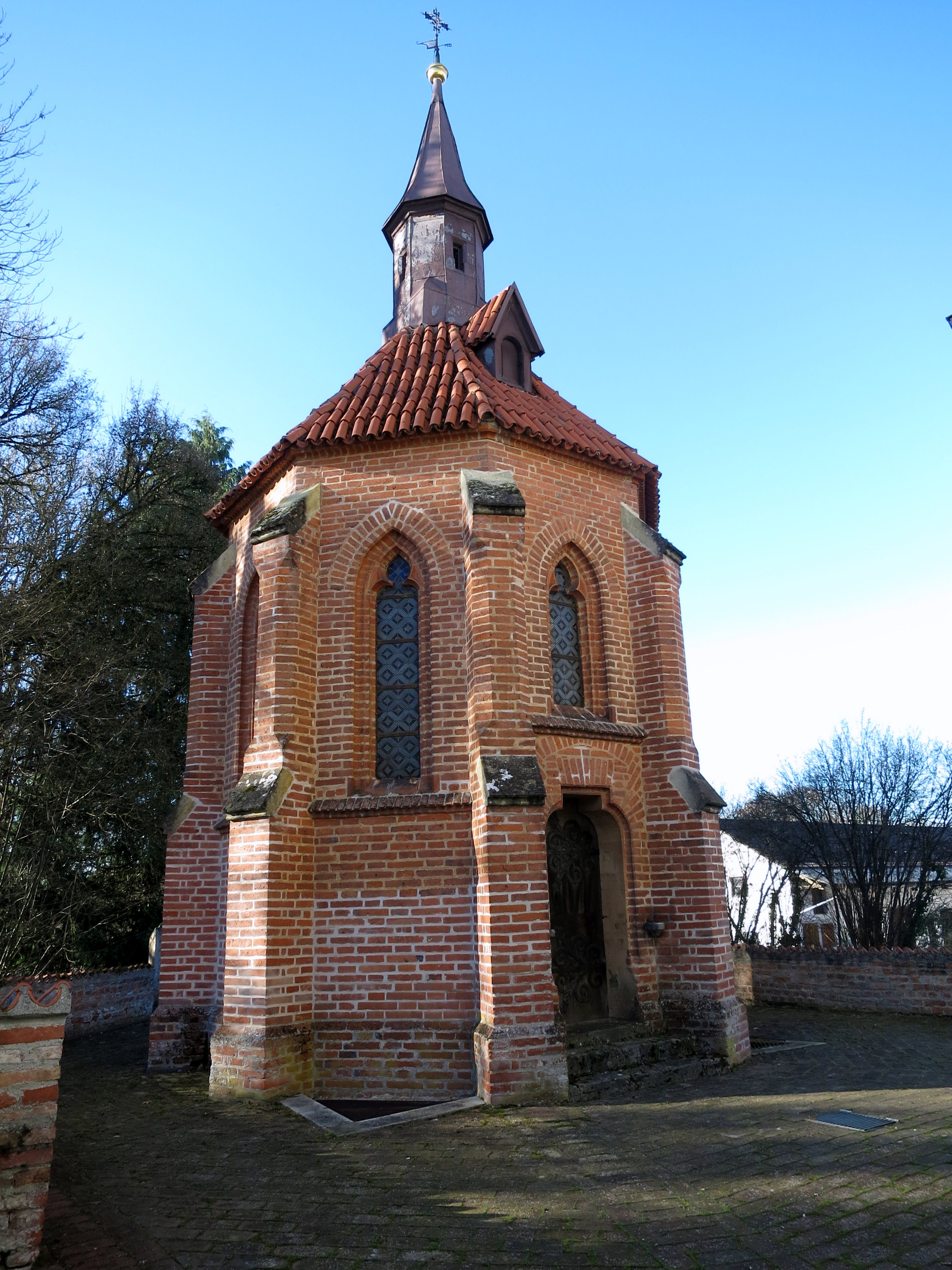
Die Gruftkapelle vom Friedhof her

Die Gruftkapelle der Grafen Basselet von La Rosée in Inkofen, einem Ortsteil der oberbayerischen Gemeinde Haag an der Amper im Landkreis Freising, ist ein geschütztes Baudenkmal.
Sie steht in der Nähe des Schlosswegs 3, gleich hinter dem Friedhof der Ortskirche und hat die Aktennummer D-1-78-129-16 des Bayerischen Landesamtes für Denkmalpflege.

## Beschreibung
Die Kapelle gehört zum Schloss Inkofen der Grafen La Rosée, das in der Nähe der Kirche St. Michael und ihrem Friedhof liegt. Sie ist ein neugotischer Zentralbau mit darunterliegender Gruftanlage und einem kleinen Dachreiter. Sie wurde von Daniel Ohlmüller 1834/35 erbaut.

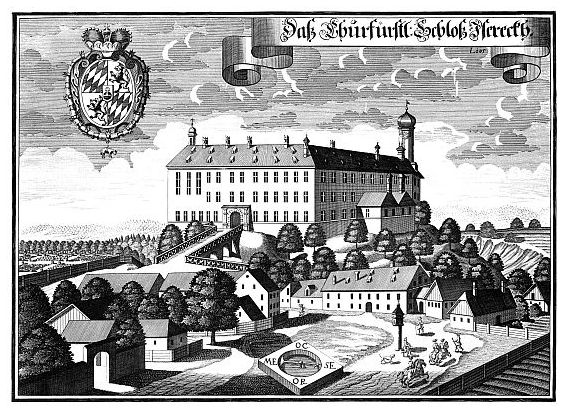
Alte Ansicht von Schloss Isareck
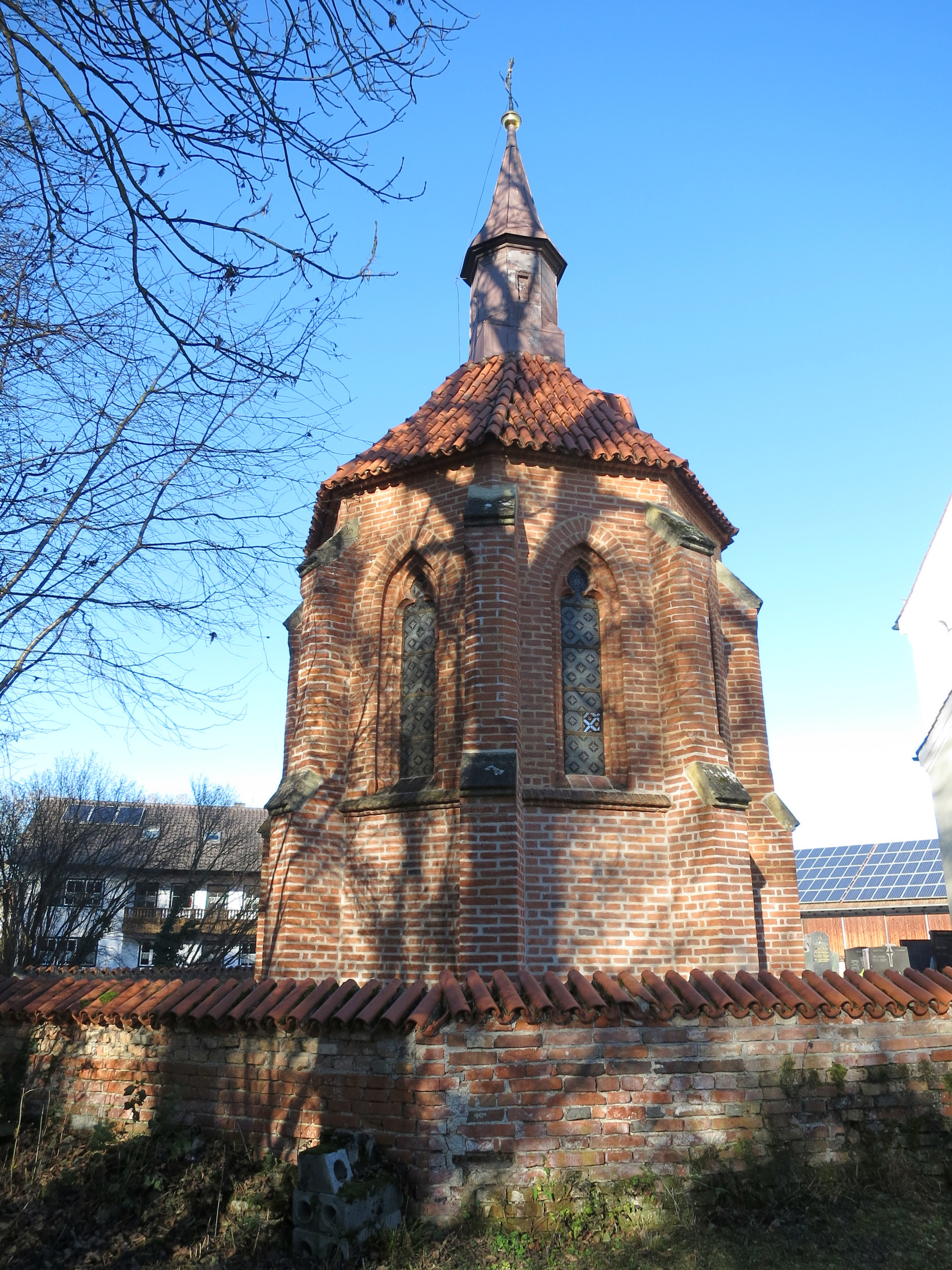
Die Chorseite der Kapelle
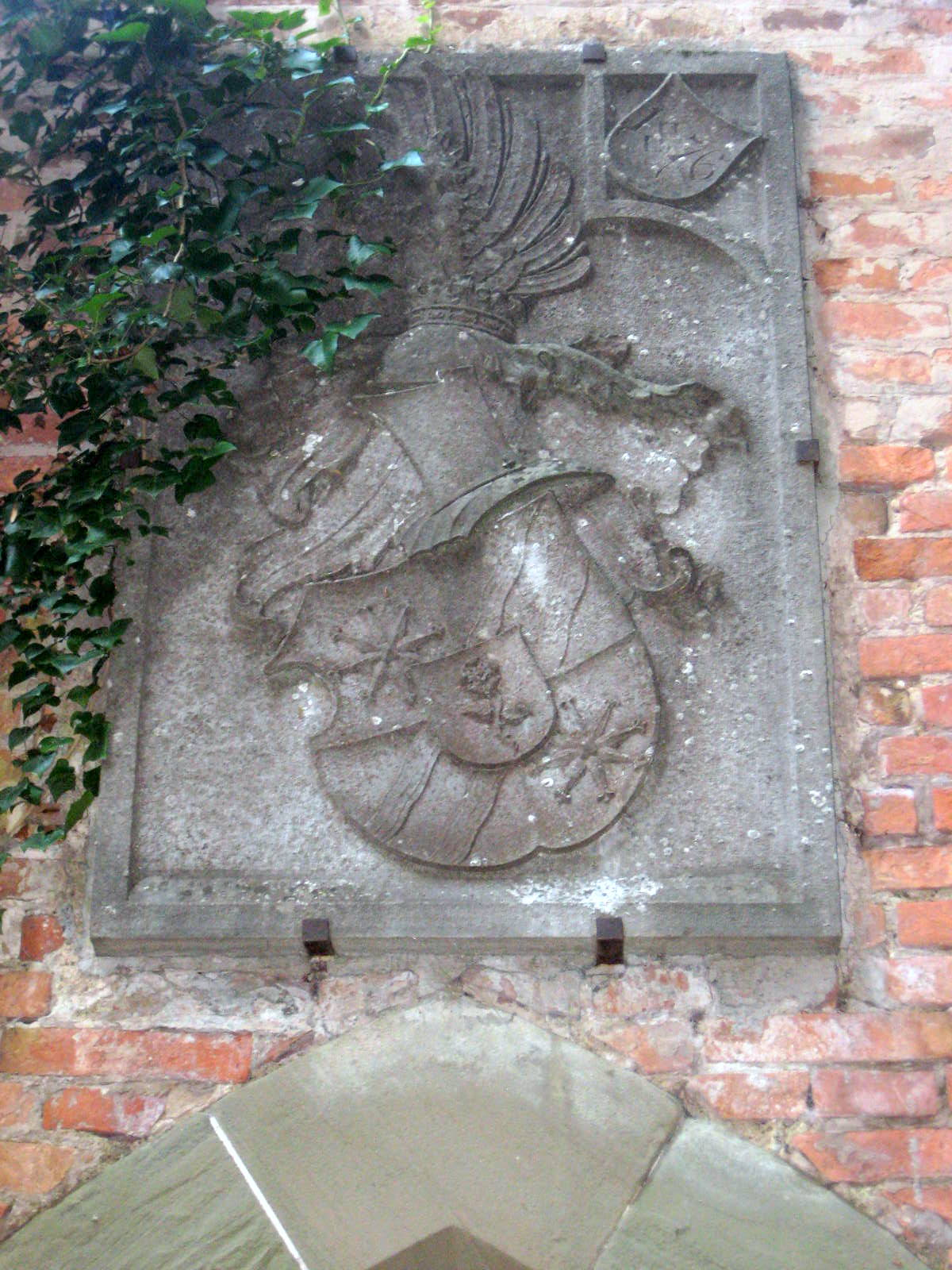
Wappen über dem Grufteingang
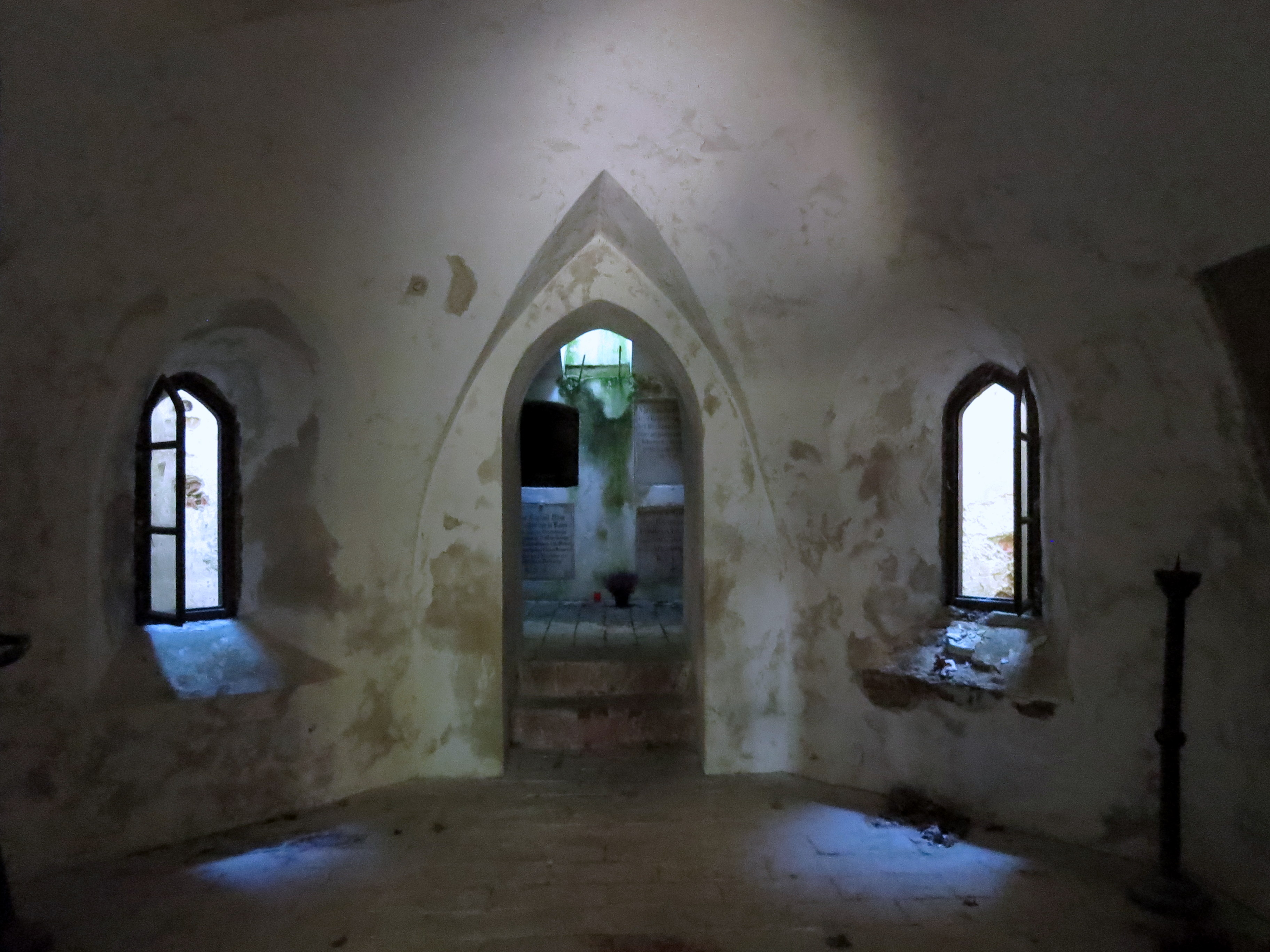
Blick ins Innere
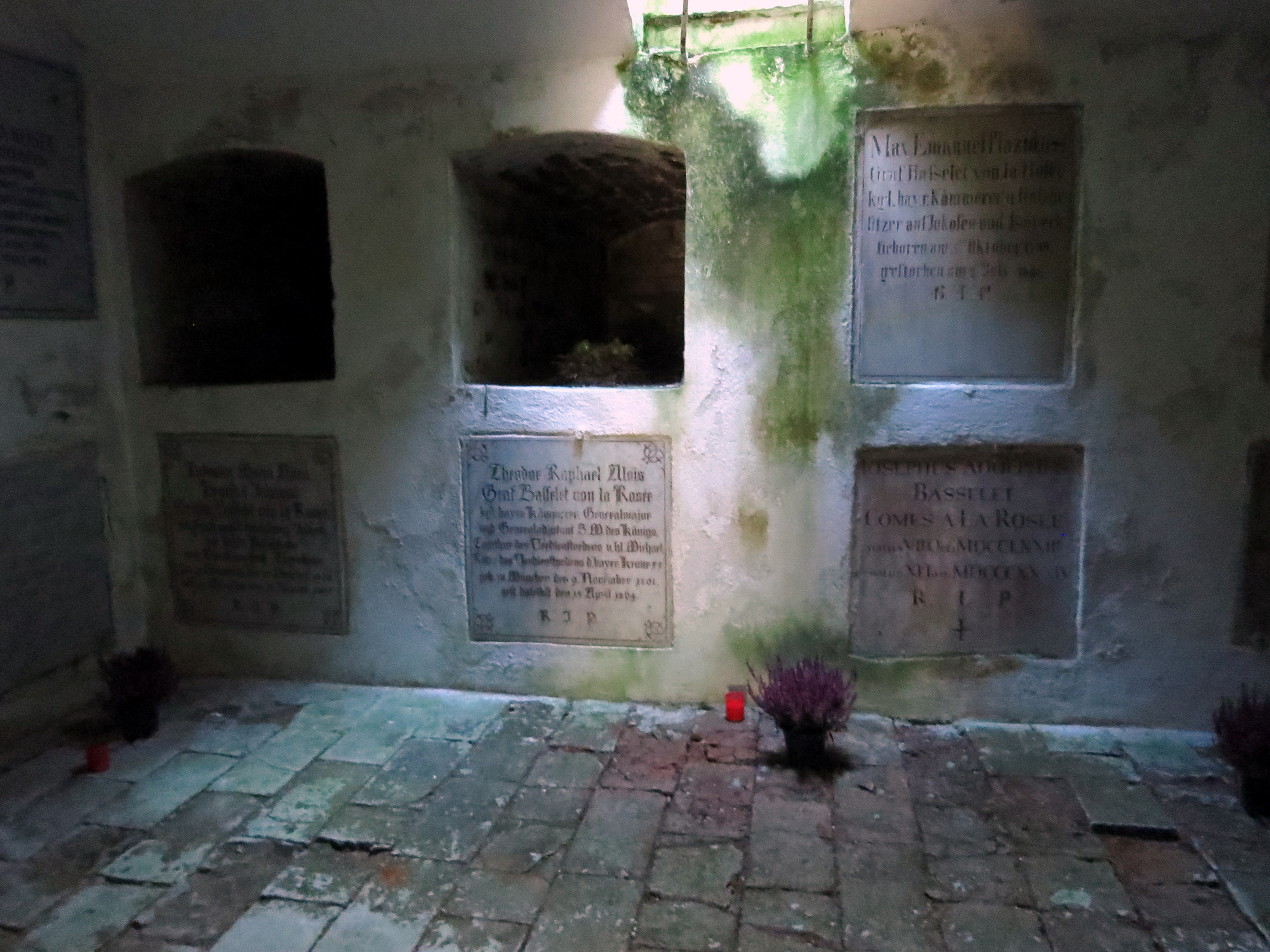
Gruftplätze
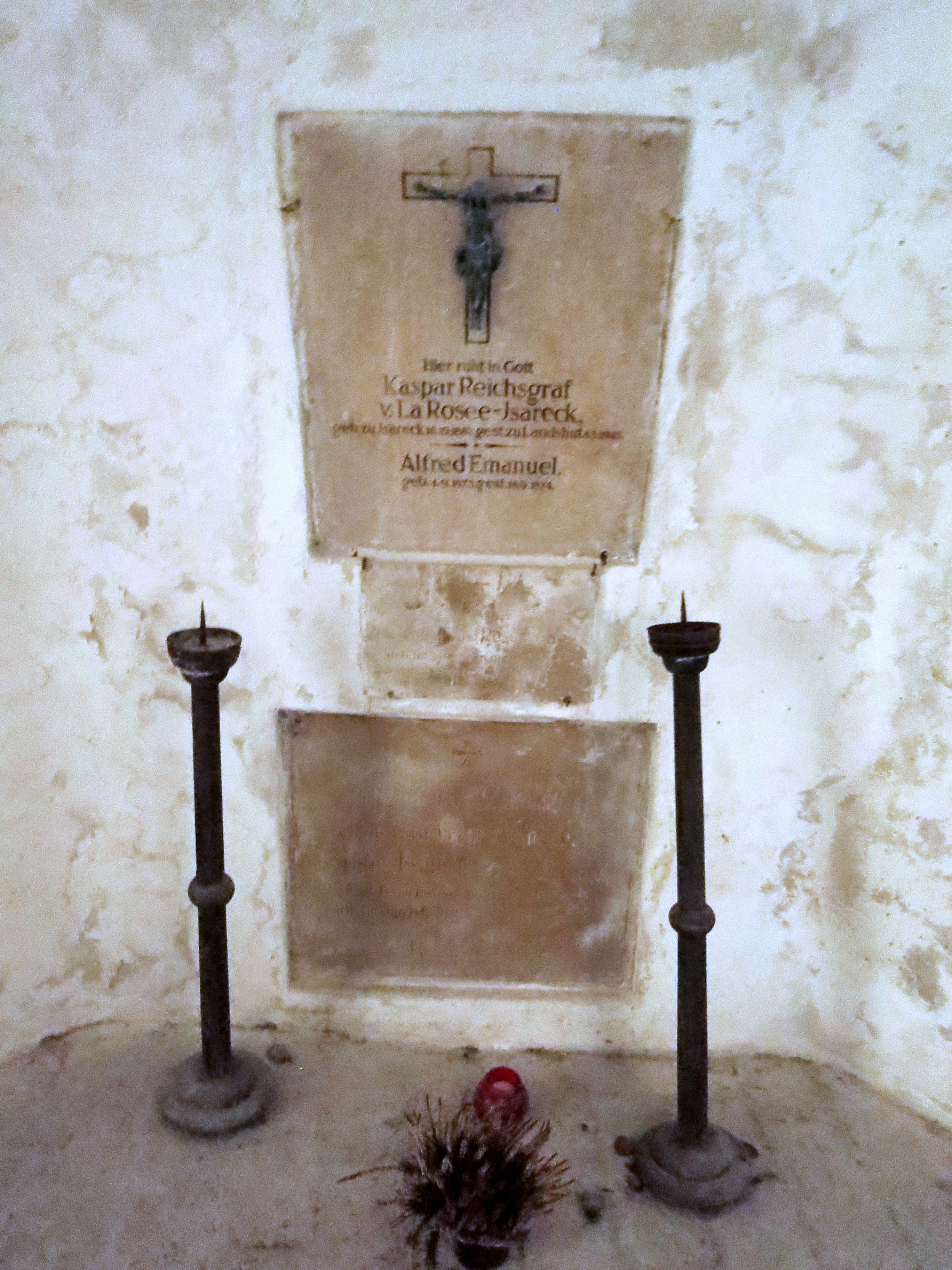
Einzelgruft

## Bestattete
- Johann Kaspar Basselet von La Rosée (geb. 30. April 1710 in Arel (heute Arlon, Provinz Luxemburg, Belgien); gest. 12. April 1795 in München) war ein General der Bayerischen Armee.

Der Spross der Familie Basselet von La Rosée wirkte als kurbayerischer Wirklicher Geheimer Rat, Feldmarschallleutnant und Hofkriegsratsdirektor, war also quasi bayerischer Kriegsminister. Sein Vater Goldmann oder Gomar diente im Regiment Melun-Nysbourg zu Arlon im Luxemburgischen und entstammte einem spanischen Geschlecht. Die Nachkommen aus zweiter Ehe erwarben 1824 das Schloss Isareck, das sie bis heute besitzen.
- Weitere Mitglieder der Familie Basselet von La Rosée (siehe Bild)